# Патент на програмне забезпечення

Патент на програмне забезпечення (або програмний патент) — правовий захист математичних і алгоритмічних методів, що містяться в програмному забезпеченні.
Аргументи захисників програмних патентів такі:
1. Захист складного ПЗ від наслідувачів, яким не потрібно витрачати час і гроші на проектні роботи;
2. Захист винахідників-одинаків від великих компаній;
3. Завдяки важкодоступності запатентованих технологій з'являються досконаліші технології.

## Механізми правового захисту ПЗ
Програми і бази даних захищаються в основному авторським правом. Це дає конкретній реалізації програми правову охорону від несанкціонованого використання. У більшості країн термін такої охорони становить 70 років з дня смерті автора.
У деяких країнах дозволено охороняти ПЗ за допомогою механізмів патентного права. Програмні патенти, як і будь-які патенти, даються на більш короткий термін (зазвичай близько 20 років), але при цьому захищають ідеї, закладені в реалізації даної технології.

## Критика
На думку супротивників програмних патентів, виграш конкретної особи від програмного патенту малий, порівняно зі збитками для суспільства в цілому. Механізм програмних патентів критикується за такими статтями:

### Швидке старіння
Комп'ютерні технології — дуже молода галузь. За 20 років захисту технологія встигає застаріти і стає практично непотрібною. Зокрема, коли в 2003 році в більшості країн пройшов термін патенту на LZW, за ним залишилася тільки одна ніша — формат GIF, що застосовується для коротких анімацій (MNG через складність стандартом не став).

### Нерозкривання технологій
Патенти з самого початку були призначені для того, щоб стимулювати виведення винаходів з комерційної таємниці. У програмних патентах винахід описаний настільки загальними фразами, що за патентом неможливо відновити принцип дії програми. Тобто, технологія патентується, але залишається засекреченою..

### Захист бізнес-методів і завдань
Багато патентів на ПЗ покривають не внутрішню реалізацію («як вирішити завдання»), а постановку задачі, або метод ведення справ («як воно виглядає з боку користувача»). Іншими словами, кожен, хто намагається вирішити завдання (нехай навіть іншими методами), ризикує бути засуженним. Зокрема:
- Комп'ютер в автомобільному відсіку для магнітоли (Microsoft);
- Покупки одним клацанням в інтернет-магазині (Amazon);
- Плагіни браузера — зовнішні програмні модулі, які вміють виконувати різні види медіаконтенту (QuickTime, Adobe Flash). Втім, для даного патенту знайшли обхідний шлях — браузеру достатньо не приймати введення клавіатурою/мишею, поки користувач не виділить плагін, клацнувши по ньому.

### Патентовані стандарти
Якщо патентована технологія стає стандартом, немає можливості вирішити цю задачу більш оптимальним способом — рішення буде несумісне зі стандартом. Залишається тільки реалізовувати — і платити патентовласникам. Приклади:
- Патент Microsoft на FAT;
- Безліч патентованих кодеків (MPEG, H.264).

Навіть якщо непатентовані альтернативи одержують загальне застосування (як PNG), розробникам доводиться підтримувати відразу декілька форматів — патентований і вільний.

### Малі витрати наосновні фонди
Щоб реалізувати патент, пов'язаний з автомобілями, потрібна як мінімум лінія з виробництва автомобільних деталей. Щоб реалізувати програмний патент, потрібен лише комп'ютер. Бюджет багатьох комерційних програм не перевищує 100 тисяч доларів; opensource-спільнота найчастіше обходиться домашніми комп'ютерами і вільним часом — при такому обігу коштів немає можливості платити мита і штрафи, а також містити в штаті патентних фахівців.
Тому програмні патенти часто порівнюють з мінним полем, яке великі компанії створюють дрібним.

### Некомпетентність юристів
Комп'ютерні фахівці далекі від паперової роботи — і, навпаки, небагато юристів добре розбираються в комп'ютерній техніці. Тому в усьому світі патентні бюро та суди часто виносять некомпетентні рішення — аж до патентів на тривіальні речі.

### Відсутність захисту для винахідників-одинаків
У розпорядженні великих компаній величезні патентні портфелі, що містять тисячі програмних патентів. Якщо одинак наважиться засудити компанію, та, швидше за все, висуне зустрічний патентний позов — і справа закінчиться нічим, а то й програшем одинака.
Таким чином, програмні патенти явно вигідні великим компаніям: вони захищають їх від наслідувачів, але не дають винахідникам-одинакам захисту від «акул бізнесу». Втім, саме у програмних патентах найкраще почувають себе патентні тролі — компанії, котрі нічого не виробляють (і тому невразливі для зустрічних патентних позовів) та мають прибуток за рахунок патентних відрахувань.